# Stefano Locatelli
Stefano Locatelli (Bergamo, 26 februari 1989) is een Italiaans voormalig wielrenner.

## Grote rondes
| Jaar | Ronde van Italië | Ronde van Frankrijk | Ronde van Spanje |
| ---- | ---------------- | ------------------- | ---------------- |
| 2012 | opgave           |                     |                  |
| 2013 | 102e             |                     |                  |